# Drag Yerpa

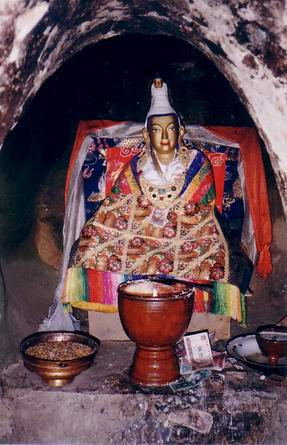
Plastik von Songtsen Gampo in seiner Meditationshöhle in Yerpa

Drag Yerpa (tib.: brag yer pa; chinesisch 叶巴寺, Pinyin Yeba si oder 耶巴寺) ist ein bis auf das 7. Jahrhundert zurückgehendes Felsenkloster des tibetischen Buddhismus.
Die Höhlen des Klosters befinden sich in der Nähe des Dorfes Yerpa am Fuße des Berges Yerpa Lhari (tib.: yer pa lha ri; chin. 叶巴山 Yeba Shan), ca. 30 km nordöstlich von Lhasa im Kreis Tagtse Dzong. Es gilt als eine der heiligsten Höhlen dieser Region. Viele berühmte Persönlichkeiten haben hier verweilt – darunter Songtsen Gampo aus der Yarlung-Dynastie, Padmasambhava, Atisha, Vairocana sowie Gendün Gyatsho – und zur großen Heiligkeit des Ortes beigetragen.
Das Kloster steht auf der Liste der Denkmäler des Autonomen Gebiets Tibet.